# The Unforgettable Fire Tour
The Unforgettable Fire Tour, foi lançada pela banda irlandesa U2 nos anos de 1984 e 1985, divulgando assim seu mais novo álbum à época, álbum este que levara o mesmo nome da turnê.

## A turnê
Começando em 29 agosto 1984 no auditório de salão da cidade de Christchurch, a primeira apresentação da turnê ocorreu entre a conclusão do álbum e a liberação. Austrália e Nova Zelândia visitadas pela primeira vez, foram os primeiros países em que a banda tocous sua turnê. Tipicamente, somente "The Unforgettable Fire" e o "Pride (In The Name of Love)" foram jogados do álbum nestas mostras, que mais se assemelharam a um setlist da War Tour.
A segunda parte da turnê consistiu em 21 mostras nos salões e nas arenas em Europa ocidental, realizadas durante outubro e novembro 1984. A terceira parte era uma série curta de apresentações em cidades principais de Estados Unidos em dezembro 1984, pretendia ganhar observações positivas na imprensa. A quarta parte era um retorno a Europa ocidental para 13 mostras em janeiro e em fevereiro 1985, realizadas apenas em cidades que tinham ficado de fora da segunda parte da turnê. A quinta parte era uma excursão principal dos Estados Unidos e do Canadá, compreendendo 40 mostras, em 29 cidades diferentes, e tocando de meados de fevereiro a meados de maio de 1985, o U2 se apresentava agora nas arenas. A quinta parte foi realizada na época maio-junho, somente na europa ocidental. O desempenho final da turnê realizava-se em 13 julho 1985, no espetáculo Live Aid